# Orectochilus brevitarsis
Orectochilus brevitarsis là một loài bọ cánh cứng trong họ van Gyrinidae. Loài này được Falkenström miêu tả khoa học năm 1934.